# Hellas Verona Football Club 1996-1997
Questa voce raccoglie le informazioni riguardanti l'Hellas Verona Football Club nelle competizioni ufficiali della stagione 1996-1997.

## Stagione
Nella stagione 1996-1997 l'Hellas Verona si affida a Gigi Cagni che tanto bene aveva fatto nella passata stagione alla guida del Piacenza. Nonostante i trascorsi dell'allenatore bresciano, il campionato si rivela di grande sofferenza per la compagine gialloblù, il girone di andata viene chiuso al penultimo posto con soli 11 punti raccolti. Un miglioramento avviene nel girone di ritorno con 16 punti conquistati, tuttavia insufficienti a mantenere la categoria. La retrocessione giunge infatti con tre turni di anticipo. 
Nonostante la stagione si riveli avara di soddisfazioni, da ricordare sono le prestazioni di Filippo Maniero venticinquenne attaccante, arrivato dalla Sampdoria, autore di 12 reti e le vittorie casalinghe ottenute contro Roma e Milan. 
In Coppa Italia gli scaligeri entrano in scena nel secondo turno, superando il Bari, pareggio in puglia con ripetizione, e vittoria netta al Bentegodi, fermandosì però al terzo turno, complice la sconfitta interna  per 1-2 con la Lazio.

## Divise e sponsor
Lo sponsor tecnico fu Erreà, mentre lo sponsor ufficiale fu Ferroli. A differenza della stagione precedente fu presentata una terza divisa, identica nelle geometrie alle magie home ed away, ma contraddistinta da una insoltia tonalità completamente rossa.
| Casa | Trasferta | Terza divisa | Alternativa grigia | Alternativa nera |

## Rosa
| N. |                    | Ruolo | Calciatore          |
| -- | ------------------ | ----- | ------------------- |
| 1  | Italia (bandiera)  | P     | Attilio Gregori     |
| 2  | Italia (bandiera)  | D     | Diego Caverzan      |
| 3  | Italia (bandiera)  | D     | Paolo Vanoli        |
| 4  | Italia (bandiera)  | C     | Salvatore Giunta    |
| 5  | Italia (bandiera)  | C     | Eugenio Corini      |
| 6  | Italia (bandiera)  | D     | Stefano Fattori     |
| 7  | Italia (bandiera)  | C     | Pierluigi Orlandini |
| 8  | Italia (bandiera)  | C     | Massimo Ficcadenti  |
| 9  | Italia (bandiera)  | A     | Antonio De Vitis    |
| 10 | Brasile (bandiera) | A     | Reinaldo            |
| 11 | Italia (bandiera)  | A     | Fabrizio Cammarata  |
| 12 | Italia (bandiera)  | P     | Matteo Guardalben   |
| 14 | Italia (bandiera)  | A     | Stefano Menchini    |
| 15 | Italia (bandiera)  | C     | Roberto Bacci       |
| 16 | Italia (bandiera)  | D     | Marco Baroni        |
| 17 | Italia (bandiera)  | C     | Alessandro Manetti  |

| N. |                    | Ruolo | Calciatore          |
| -- | ------------------ | ----- | ------------------- |
| 19 | Italia (bandiera)  | C     | Jonatan Binotto     |
| 20 | Italia (bandiera)  | C     | Leonardo Colucci    |
| 21 | Italia (bandiera)  | D     | Antonio Paganin     |
| 22 | Italia (bandiera)  | C     | Claudio Ferrarese   |
| 24 | Italia (bandiera)  | D     | Sebastiano Siviglia |
| 25 | Italia (bandiera)  | C     | Vincenzo Italiano   |
| 26 | Italia (bandiera)  | P     | Davide Zomer        |
| 27 | Italia (bandiera)  | A     | Filippo Maniero     |
| 28 | Italia (bandiera)  | C     | Nicola Zanini       |
| 29 | Italia (bandiera)  | C     | Manuel Spinale      |
| 30 | Italia (bandiera)  | C     | Raffaele Ametrano   |
| 31 | Italia (bandiera)  | P     | Marco Landucci      |
| 32 | Croazia (bandiera) | D     | Elvis Brajkovic     |
|    | Italia (bandiera)  | D     | Nicola Dalla Chiara |
|    | Italia (bandiera)  | C     | Enrico Rossi        |

## Risultati

### Serie A

#### Girone di andata
| Arbitro: | Rodomonti (Teramo) |

|                                        |           |              |
| Simone 49’, 66’ Weah 85’ R. Baggio 90’ | Marcatori | 25’ De Vitis |

| Arbitro: | Cesari (Genova) |

|  |           |                         |
|  | Marcatori | 43’ Kolyvanov 84’ Nervo |

| Arbitro: | Racalbuto (Gallarate) |

|                                  |           |  |
| Robbiati 6’ Batistuta 49’ (rig.) | Marcatori |  |

| Arbitro: | Stafoggia (Pesaro) |

|                              |           |                    |
| Villa 32’ (aut.) Binotto 48’ | Marcatori | 6’ Silva 34’ Cozza |

| Arbitro: | Bonfrisco (Monza) |

|                                   |           |                                 |
| Tovalieri 14’ (rig.) Gregucci 51’ | Marcatori | 2’ (rig.) De Vitis 89’ Siviglia |

| Arbitro: | Farina (Novi Ligure) |

|                          |           |                |
| Giunta 31’ Orlandini 81’ | Marcatori | 51’ Delvecchio |

| Arbitro: | Rossi (Ciampino) |

|                              |           |  |
| Luiso 41’ (rig.) Scienza 57’ | Marcatori |  |

| Arbitro: | Messina (Bergamo) |

|  |           |             |
|  | Marcatori | 85’ Zanetti |

| Arbitro: | Pairetto (Nichelino) |

|                              |           |                               |
| Lopez 13’ (aut.) Maniero 24’ | Marcatori | 36’ Murgita 77’ (aut.) Baroni |

| Arbitro: | Trentalange (Torino) |

|                                   |           |              |
| Pizzi 3’ Rapaic 23’ Artistico 74’ | Marcatori | 68’ De Vitis |

| Arbitro: | Bolognino (Milano) |

|            |           |              |
| Corini 68’ | Marcatori | 51’ Montella |

| Arbitro: | Tombolini (Ancona) |

|              |           |  |
| Milanese 90’ | Marcatori |  |

| Arbitro: | Bonfrisco (Monza) |

|                                       |           |                  |
| Porrini 45’ Del Piero 64’ (rig.), 72’ | Marcatori | 24’, 44’ Maniero |

| Arbitro: | Boggi (Salerno) |

|                                       |           |                       |
| Maniero 47’, 90’ Orlandini 62’ (rig.) | Marcatori | 19’ Poggi 54’ Stroppa |

| Arbitro: | Collina (Viareggio) |

|                |           |  |
| Magallanes 89’ | Marcatori |  |

| Arbitro: | Braschi (Prato) |

|                      |           |          |
| Orlandini 61’ (rig.) | Marcatori | 33’ Fish |

| Arbitro: | Stafoggia (Pesaro) |

|            |           |  |
| Stanic 68’ | Marcatori |  |

#### Girone di ritorno
| Arbitro: | Borriello (Mantova) |

|                                    |           |           |
| Zanini 30’ Bacci 38’ Orlandini 54’ | Marcatori | 67’ Boban |

| Arbitro: | Lana (Torino) |

|                                                                        |           |            |
| Scapolo 14’, 49’ Paramatti 21’ Marocchi 27’ Andersson 43’ Shalimov 81’ | Marcatori | 19’ Zanini |

| Arbitro: | Bolognino (Milano) |

|                               |           |              |
| Falcone 1’ (aut.) Manetti 90’ | Marcatori | 7’ Batistuta |

| Arbitro: | Pairetto (Torino) |

|                                            |           |                                  |
| Minotti 25’ Muzzi 75’ Tovalieri 83’ (rig.) | Marcatori | 22’ (aut.) Berretta 86’ De Vitis |

| Arbitro: | Branzoni (Pavia) |

|                  |           |                                                  |
| Maniero 28’, 74’ | Marcatori | 10’, 79’ Simutenkov 48’ (aut.) Baroni 54’ Grossi |

| Arbitro: | Lana (Torino) |

|                                         |           |                                        |
| Di Biagio 3’ Candela 44’, 89’ Totti 45’ | Marcatori | 32’ Maniero 36’ Caverzan 61’ Orlandini |

| Verona 16 marzo 1997 24ª giornata | Verona               | 0 – 0 referto | Piacenza | Stadio Marcantonio Bentegodi\| Arbitro: \| Farina (Novi Ligure) \| |
| Arbitro:                          | Farina (Novi Ligure) |               |          |                                                                    |

| Arbitro: | Borriello (Mantova) |

|                     |           |             |
| Ganz 31’ Branca 57’ | Marcatori | 33’ Maniero |

| Vicenza 6 aprile 1997 26ª giornata | Vicenza            | 0 – 0 referto | Verona | Stadio Romeo Menti\| Arbitro: \| Tombolini (Ancona) \| |
| Arbitro:                           | Tombolini (Ancona) |               |        |                                                        |

| Arbitro: | Borriello (Mantova) |

|                          |           |  |
| Maniero 68’ De Vitis 81’ | Marcatori |  |

| Genova 20 aprile 1997 28ª giornata | Sampdoria        | 0 – 0 referto | Verona | Stadio Luigi Ferraris\| Arbitro: \| Bazzoli (Merano) \| |
| Arbitro:                           | Bazzoli (Merano) |               |        |                                                         |

| Arbitro: | Cesari (Genova) |

|                          |           |  |
| Maniero 47’ De Vitis 89’ | Marcatori |  |

| Arbitro: | Treossi (Forlì) |

|  |           |                            |
|  | Marcatori | 44’ C. Ferrara 90’ Jugovic |

| Arbitro: | Trentalange (Torino) |

|                                    |           |  |
| Poggi 33’ (rig.), 50’ Bierhoff 84’ | Marcatori |  |

| Arbitro: | Lana (Torino) |

|                |           |                       |
| L. Colucci 29’ | Marcatori | 58’ (rig.) F. Inzaghi |

| Arbitro: | Nicchi (Arezzo) |

|                                         |           |                    |
| Signori 4’, 35’ Protti 23’ Rambaudi 74’ | Marcatori | 33’ (rig.) Maniero |

| Arbitro: | Pellegrino (Barcellona Pozzo di Gotto) |

|              |           |                       |
| Orlandini 6’ | Marcatori | 17’ Chiesa 63’ Crespo |

### Coppa Italia
| Arbitro: | Messina (Bergamo) |

|                   |           |                   |
| Flachi 63’ (rig.) | Marcatori | 43’ (aut.) Garzja |

| Arbitro: | Bolognino (Milano) |

|                                            |           |  |
| De Vitis 40’ (rig.) Maniero 84’ Corini 90’ | Marcatori |  |

| Arbitro: | Collina (Viareggio) |

|               |           |                        |
| Orlandini 45’ | Marcatori | 8’ Rambaudi 23’ Nedved |